# Delias madetes
Delias madetes é uma borboleta da família Pieridae. Foi descrita por Frederick DuCane Godman e Osbert Salvin em 1878. É encontrada no reino da Australásia.
A envergadura é de cerca de 75-85 milímetros.

## Subespécies
- Delias madetes madetes (Nova Irlanda)
- Delias madetes honrathi Mitis, 1893 (Nova Inglaterra)
- Delias madetes neohannoverana Rothschild, 1915 (Nova Hanover)